# Campionato mondiale di Formula E 2023-2024
Il Campionato mondiale di Formula E 2023-2024 (per ragioni commerciali denominato ABB FIA Formula E World Championship 2023-2024) è stata la decima edizione del campionato di Formula E, quarta come campionato mondiale FIA.

## Modifiche al regolamento
La stagione 2023-2024 di Formula E avrebbe dovuto vedere l'introduzione dell'Attack Charge, ovvero di una ricarica di circa 4 kWh in 30 secondi, già in programma la stagione precedente e poi rimandato. Il rifornimento in gara sarebbe dovuto essere presente solo in alcune gare specifiche, con una sosta obbligatoria. Tuttavia, così come nella stagione precedente, l'introduzione di questo sistema viene rimandata alla stagione seguente.
A partire dall'E-Prix di San Paolo viene introdotto il Trofeo costruttori, un campionato dedicato appunto ai costruttori, che va a differenziarsi da quello riservato ai team. L'introduzione ha effetto retroattivo, andando a conteggiare anche le gare precedenti.

## Scuderie e piloti

### Tabella riassuntiva
| Scuderia                         | Costruttore    | Vettura            | N. | Piloti                 | Gare        | Collaudatore/Terzo pilota                                      |
| -------------------------------- | -------------- | ------------------ | -- | ---------------------- | ----------- | -------------------------------------------------------------- |
| Envision Racing                  | Spark-Jaguar   | Jaguar I-Type 6    | 4  | Robin Frijns           | 1-8, 11-16  | Jack Aitken Alice Powell Dries Vanthoor                        |
| Envision Racing                  | Spark-Jaguar   | Jaguar I-Type 6    | 4  | Joel Eriksson          | 9-10        | Jack Aitken Alice Powell Dries Vanthoor                        |
| Envision Racing                  | Spark-Jaguar   | Jaguar I-Type 6    | 16 | Sébastien Buemi        | 1-8, 11-16  | Jack Aitken Alice Powell Dries Vanthoor                        |
| Envision Racing                  | Spark-Jaguar   | Jaguar I-Type 6    | 16 | Paul Aron              | 9-10        | Jack Aitken Alice Powell Dries Vanthoor                        |
| Jaguar TCS Racing                | Spark-Jaguar   | Jaguar I-Type 6    | 9  | Mitch Evans            | Tutti       | Sheldon van der Linde Enzo Fittipaldi                          |
| Jaguar TCS Racing                | Spark-Jaguar   | Jaguar I-Type 6    | 37 | Nick Cassidy           | Tutti       | Sheldon van der Linde Enzo Fittipaldi                          |
| Andretti Global                  | Spark-Porsche  | Porsche99XElectric | 1  | Jake Dennis            | Tutti       | Zane Maloney Jak Crawford                                      |
| Andretti Global                  | Spark-Porsche  | Porsche99XElectric | 17 | Norman Nato            | Tutti       | Zane Maloney Jak Crawford                                      |
| TAG Heuer Porsche Formula E Team | Spark-Porsche  | Porsche99XElectric | 13 | António Félix da Costa | Tutti       | André Lotterer David Beckmann Dennis Hauger                    |
| TAG Heuer Porsche Formula E Team | Spark-Porsche  | Porsche99XElectric | 94 | Pascal Wehrlein        | Tutti       | André Lotterer David Beckmann Dennis Hauger                    |
| DS Penske                        | Spark-DS       | E-Tense FE23 Gen3  | 2  | Stoffel Vandoorne      | Tutti       | Robert Švarcman Jonny Edgar                                    |
| DS Penske                        | Spark-DS       | E-Tense FE23 Gen3  | 25 | Jean-Éric Vergne       | Tutti       | Robert Švarcman Jonny Edgar                                    |
| Maserati MSG Racing              | Spark-Maserati | Tipo Folgore Gen3  | 7  | Maximilian Günther     | Tutti       | Yann Ehrlacher Felipe Drugovich Nico Pino                      |
| Maserati MSG Racing              | Spark-Maserati | Tipo Folgore Gen3  | 18 | Jehan Daruvala         | Tutti       | Yann Ehrlacher Felipe Drugovich Nico Pino                      |
| Nissan Formula E Team            | Spark-Nissan   | Nissan e-4ORCE 04  | 22 | Oliver Rowland         | 1-12, 15-16 | Caio Collet Gabriele Minì                                      |
| Nissan Formula E Team            | Spark-Nissan   | Nissan e-4ORCE 04  | 22 | Caio Collet            | 13-14       | Caio Collet Gabriele Minì                                      |
| Nissan Formula E Team            | Spark-Nissan   | Nissan e-4ORCE 04  | 23 | Sacha Fenestraz        | Tutti       | Caio Collet Gabriele Minì                                      |
| NEOM McLaren Formula E Team      | Spark-Nissan   | Nissan e-4ORCE 04  | 5  | Jake Hughes            | Tutti       | Taylor Barnard Ugo Ugochukwu Grégoire Saucy                    |
| NEOM McLaren Formula E Team      | Spark-Nissan   | Nissan e-4ORCE 04  | 8  | Sam Bird               | 1-7, 11-16  | Taylor Barnard Ugo Ugochukwu Grégoire Saucy                    |
| NEOM McLaren Formula E Team      | Spark-Nissan   | Nissan e-4ORCE 04  | 8  | Taylor Barnard         | 8-10        | Taylor Barnard Ugo Ugochukwu Grégoire Saucy                    |
| ERT Formula E Team               | Spark-ERT      | ERT X24            | 3  | Sérgio Sette Câmara    | Tutti       | Mikel Azcona Marta García                                      |
| ERT Formula E Team               | Spark-ERT      | ERT X24            | 33 | Dan Ticktum            | Tutti       | Mikel Azcona Marta García                                      |
| Mahindra Racing                  | Spark-Mahindra | Mahindra M9Electro | 21 | Nyck de Vries          | 1-8, 11-16  | Kush Maini Frederik Vesti                                      |
| Mahindra Racing                  | Spark-Mahindra | Mahindra M9Electro | 21 | Jordan King            | 9-10        | Kush Maini Frederik Vesti                                      |
| Mahindra Racing                  | Spark-Mahindra | Mahindra M9Electro | 48 | Edoardo Mortara        | Tutti       | Kush Maini Frederik Vesti                                      |
| ABT Cupra Formula E Team         | Spark-Mahindra | Mahindra M9Electro | 11 | Lucas Di Grassi        | Tutti       | Adrien Tambay Tim Tramnitz Ricardo Feller Kelvin van der Linde |
| ABT Cupra Formula E Team         | Spark-Mahindra | Mahindra M9Electro | 51 | Nico Müller            | 1-8, 11-16  | Adrien Tambay Tim Tramnitz Ricardo Feller Kelvin van der Linde |
| ABT Cupra Formula E Team         | Spark-Mahindra | Mahindra M9Electro | 51 | Kelvin van der Linde   | 9-10        | Adrien Tambay Tim Tramnitz Ricardo Feller Kelvin van der Linde |

### Scuderie
- Il team Avalanche Andretti cambia nome e diventa Andretti Global.[39]
- Il team NIO 333 Racing opera di un rebranding che la porta a cambiare nome in ERT Formula E Team.[40]

### Piloti
- Nick Cassidy passa in Jaguar.[10] Al suo posto, Envision ingaggia Robin Frijns, che ritorna al team dopo un anno passato con ABT Cupra.[3]
- André Lotterer lascia la Formula E per andare a correre in WEC.[41] Andretti Global ingaggia l'ex pilota Nissan, Norman Nato per sostituirlo.[13]
- Edoardo Mortara lascia la Maserati per firmare con Mahindra.[35] Il debuttante Jehan Daruvala viene preso dalla scuderia italo-monegasca al suo posto.[19]
- Oliver Rowland torna in Nissan dopo due anni per sostituire Norman Nato.[20]
- René Rast non rinnova con McLaren e lascia il campionato.[42] Al suo posto la scuderia britannica ingaggia Sam Bird dalla Jaguar.[26]
- Nyck de Vries torna in Formula E dopo un anno d'assenza firmando con Mahindra.[31]
- ABT Cupra ingaggia Lucas Di Grassi per sostituire Robin Frijns, passato in Envision.[36]

### Cambiamenti durante la stagione
- Taylor Barnard sostituisce Sam Bird in McLaren per l'E-Prix di Monaco e per l'E-Prix di Berlino, a causa dell'infortunio alla mano occorso al pilota inglese durante le FP1 della gara monegasca.[27]
- A causa della concomitanza tra l'E-Prix di Berlino e la 6 Ore di Spa-Francorchamps del Mondiale Endurance, categoria a cui partecipano diversi piloti di Formula E, ci saranno alcuni cambiamenti:
  - Nico Müller, impegnato a Spa con il team Peugeot Sport, viene sostituito in ABT Cupra da Kelvin van der Linde.[38]
  - Entrambi i piloti di Envision, Sebastien Buemi e Robin Frijns, impegnati rispettivamente con Toyota Gazoo Racing e con BMW M Team WRT, vengono sostituiti da Paul Aron e da Joel Eriksson.[6]
  - Nyck De Vries, anche lui impegnato con Toyota Gazoo Racing, viene sostituito in Mahindra da Jordan King.[34]
  - Stoffel Vandoorne (DS Penske), Jean-Eric Vergne (DS Penske), Edoardo Mortara (Mahindra) e Norman Nato (Andretti), anche loro impegnati a tempo pieno nel WEC, sono invece regolarmente presenti a Berlino.
- Caio Collet sostituisce Oliver Rowland all'E-Prix di Portland per problemi di salute non specificati del pilota britannico.[23]

## Calendario
Il 20 giugno 2023 viene rilasciata la prima bozza del calendario. Esso ha un totale di 17 eventi, uno in più dell anno scorso, con le conferme dell'E-Prix di Città del Messico, Dirʿiyya, San Paolo, Roma, Monaco, Berlino, Giacarta, Portland e Londra, con l'aggiunta del primo E-Prix di Tokyo, in Giappone. Nella bozza poi non sono presenti le tappe di Hyderabad e Città del Capo con tre gare da definire. Il 19 ottobre 2023 il calendario riceve un aggiornamento. L'E-Prix di Hyderabad viene confermato anche per questa stagione, l'E-Prix di Roma esce dal calendario, in quanto il circuito cittadino dell'EUR non viene considerato abbastanza sicuro. Esce anche l'E-Prix di Giacarta, in quanto viene collocato durante le campagne elettorali per le elezioni generali. Al suo posto viene inserito l'E-Prix di Shanghai. Viene confermata anche l'uscita dal calendario dell'E-Prix di Città del Capo. Il numero di gare scende a 16 con due eventi ancora da stabilire. Il 22 novembre 2023 l'E-Prix di Misano, da corrersi al circuito permanente Misano World Circuit Marco Simoncelli, viene aggiunto al calendario, sostituendo così le tappe di Roma. Il 6 gennaio 2024 viene ufficializzata la cancellazione dell'E-Prix di Hyderabad per motivi economici.
| Gara | E-Prix                      | Nazione        | Tracciato                                    | Layout                                      | Data            | Ora    | Ora   | Ora    | Diretta TV           |
| Gara | E-Prix                      | Nazione        | Tracciato                                    | Layout                                      | Data            | Locale | UTC   | Italia | Diretta TV           |
| ---- | --------------------------- | -------------- | -------------------------------------------- | ------------------------------------------- | --------------- | ------ | ----- | ------ | -------------------- |
| 1    | E-Prix di Città del Messico | Messico        | Autodromo Hermanos Rodríguez                 |                                             | 13 gennaio 2024 | 14:00  | 19:00 | 21:00  | 20 Eurosport 2       |
| 2    | E-Prix di Dirʿiyya          | Arabia Saudita | Circuito cittadino di Dirʿiyya               |                                             | 26 gennaio 2024 | 20:00  | 16:00 | 18:00  | 20 Eurosport 2       |
| 3    | E-Prix di Dirʿiyya          | Arabia Saudita | Circuito cittadino di Dirʿiyya               | 27 gennaio 2024                             | 20:00           | 16:00  | 18:00 |        | 20 Eurosport 2       |
| 4    | E-Prix di San Paolo         | Brasile        | Circuito cittadino di San Paolo              |                                             | 16 marzo 2024   | 15:00  | 16:00 | 18:00  | 20 Eurosport 2       |
| 5    | E-Prix di Tokyo             | Giappone       | Circuito cittadino di Tokyo                  |                                             | 30 marzo 2024   | 14:00  | 5:00  | 7:00   | Italia 1 Eurosport 2 |
| 6    | E-Prix di Misano            | Italia         | Misano World Circuit Marco Simoncelli        |                                             | 13 aprile 2024  | 15:00  | 13:00 | 15:00  | Italia 1 Eurosport 2 |
| 7    | E-Prix di Misano            | Italia         | Misano World Circuit Marco Simoncelli        | 14 aprile 2024                              | 15:00           | 13:00  | 15:00 |        | Italia 1 Eurosport 2 |
| 8    | E-Prix di Monaco            | Monaco         | Circuito di Monte Carlo                      |                                             | 27 aprile 2024  | 15:00  | 13:00 | 15:00  | Italia 1 Eurosport 2 |
| 9    | E-Prix di Berlino           | Germania       | Circuito dell'aeroporto di Berlino-Tempelhof |                                             | 11 maggio 2024  | 15:00  | 13:00 | 15:00  | Italia 1 Eurosport 2 |
| 10   | E-Prix di Berlino           | Germania       | Circuito dell'aeroporto di Berlino-Tempelhof | 12 maggio 2024                              | 15:00           | 13:00  | 15:00 |        | Italia 1 Eurosport 2 |
| 11   | E-Prix di Shanghai          | Cina           | Circuito di Shanghai                         |                                             | 25 maggio 2024  | 09:00  | 13:00 | 15:00  | Italia 1 Eurosport 2 |
| 12   | E-Prix di Shanghai          | Cina           | Circuito di Shanghai                         | 26 maggio 2024                              | 09:00           | 13:00  | 15:00 |        | Italia 1 Eurosport 2 |
| 13   | E-Prix di Portland          | Stati Uniti    | Portland International Raceway               | Schema della Portland International Raceway | 29 giugno 2024  | 14:00  | 21:00 | 23:00  | 20 Eurosport 2       |
| 14   | E-Prix di Portland          | Stati Uniti    | Portland International Raceway               | Schema della Portland International Raceway | 30 giugno 2024  | 14:00  | 21:00 | 23:00  | 20 Eurosport 2       |
| 15   | E-Prix di Londra            | Regno Unito    | Circuito del centro espositivo ExCeL         |                                             | 20 luglio 2024  | 17:00  | 16:00 | 18:00  | 20 Eurosport 2       |
| 16   | E-Prix di Londra            | Regno Unito    | Circuito del centro espositivo ExCeL         | 21 luglio 2024                              | 17:00           | 16:00  | 18:00 |        | 20 Eurosport 2       |

## Riprese televisive
I diritti televisivi della serie vengono acquistati dalla Mediaset che trasmetterà in chiaro le corse in alternanza sui canali Italia 1 e 20. Anche la Pay-TV, Discovery ottiene i diritti e trasmetterà le corse sulla sua piattaforma e su Eurosport 2.

## Test precampionato
I test pre-stagionali della Formula E si sono tenuti al Circuito Ricardo Tormo di Valencia dal 24 al 27 ottobre 2023. Il 24 ottobre 2023, durante la prima sessione di test, una batteria ha preso fuoco, causando un incendio. Per questo la seconda sessione, programmata per il 25 ottobre 2023, è stata cancellata, abbassando il numero di giorni di test a tre.
| Circuito             | Layout     | Data         | Pilota più veloce | Team              | Tempo    |
| -------------------- | ---------- | ------------ | ----------------- | ----------------- | -------- |
| Circuito di Valencia |            | 24 ottobre   | Mitch Evans       | Jaguar TCS Racing | 1'24"474 |
| Circuito di Valencia | 25 ottobre | Cancellato   | Cancellato        | Cancellato        |          |
| Circuito di Valencia | 26 ottobre | Mitch Evans  | Jaguar TCS Racing | 1'24"791          |          |
| Circuito di Valencia | 27 ottobre | Nick Cassidy | Jaguar TCS Racing | 1'24"617          |          |

## Risultati e classifiche

### Gare
| Round | E-Prix            | Pole position    | Giro veloce        | Pilota vincitore       | Team vincitore                   | Costruttore | Resoconto |
| ----- | ----------------- | ---------------- | ------------------ | ---------------------- | -------------------------------- | ----------- | --------- |
| 1     | Città del Messico | Pascal Wehrlein  | Nick Cassidy       | Pascal Wehrlein        | TAG Heuer Porsche Formula E Team | Porsche     | Resoconto |
| 2     | Dirʿiyya          | Jean-Éric Vergne | Jake Dennis        | Jake Dennis            | Andretti Global                  | Porsche     | Resoconto |
| 3     | Dirʿiyya          | Oliver Rowland   | Nick Cassidy       | Nick Cassidy           | Jaguar TCS Racing                | Jaguar      | Resoconto |
| 4     | San Paolo         | Pascal Wehrlein  | Sébastien Buemi    | Sam Bird               | NEOM McLaren Formula E Team      | Nissan      | Resoconto |
| 5     | Tokyo             | Oliver Rowland   | Maximilian Günther | Maximilian Günther     | Maserati MSG Racing              | Stellantis  | Resoconto |
| 6     | Misano            | Mitch Evans      | Oliver Rowland     | Oliver Rowland         | Nissan Formula E Team            | Nissan      | Resoconto |
| 7     | Misano            | Jake Hughes      | Pascal Wehrlein    | Pascal Wehrlein        | TAG Heuer Porsche Formula E Team | Porsche     | Resoconto |
| 8     | Monaco            | Pascal Wehrlein  | Nick Cassidy       | Mitch Evans            | Jaguar TCS Racing                | Jaguar      | Resoconto |
| 9     | Berlino           | Edoardo Mortara  | Nick Cassidy       | Nick Cassidy           | Jaguar TCS Racing                | Jaguar      | Resoconto |
| 10    | Berlino           | Jake Dennis      | Nick Cassidy       | António Félix da Costa | TAG Heuer Porsche Formula E Team | Porsche     | Resoconto |
| 11    | Shangai           | Jean-Éric Vergne | Jake Dennis        | Mitch Evans            | Jaguar TCS Racing                | Jaguar      | Resoconto |
| 12    | Shangai           | Jake Hughes      | Norman Nato        | António Félix da Costa | TAG Heuer Porsche Formula E Team | Porsche     | Resoconto |
| 13    | Portland          | Mitch Evans      | Mitch Evans        | António Félix da Costa | TAG Heuer Porsche Formula E Team | Porsche     | Resoconto |
| 14    | Portland          | Jean-Éric Vergne | Robin Frijns       | António Félix da Costa | TAG Heuer Porsche Formula E Team | Porsche     | Resoconto |
| 15    | Londra            | Mitch Evans      | Mitch Evans        | Pascal Wehrlein        | TAG Heuer Porsche Formula E Team | Porsche     | Resoconto |
| 16    | Londra            | Nick Cassidy     | Jake Hughes        | Oliver Rowland         | Nissan Formula E Team            | Nissan      | Resoconto |

### Classifica piloti
| Posizione | 1ª | 2ª | 3ª | 4ª | 5ª | 6ª | 7ª | 8ª | 9ª | 10ª | Pole | GV |
| --------- | -- | -- | -- | -- | -- | -- | -- | -- | -- | --- | ---- | -- |
| Punti     | 25 | 18 | 15 | 12 | 10 | 8  | 6  | 4  | 2  | 1   | 3    | 1  |

| Pos. | Pilota                 | MEX | DIR | DIR | SAP | TOK | MIS | MIS | MON | BER | BER | SHA | SHA | POR | POR | LON | LON | Punti |
| ---- | ---------------------- | --- | --- | --- | --- | --- | --- | --- | --- | --- | --- | --- | --- | --- | --- | --- | --- | ----- |
| 1    | Pascal Wehrlein        | 1   | 8   | 7   | 4   | 5   | 16  | 1   | 5   | 5   | 4   | 2   | 20  | 10  | 6   | 1   | 2   | 198   |
| 2    | Mitch Evans            | 5   | 5   | 10  | 2   | 15  | 5   | NC  | 1   | 4   | 6   | 1   | 5   | 8   | 4   | 2   | 3   | 189   |
| 3    | Nick Cassidy           | 3   | 3   | 1   | Rit | 8   | Rit | 3   | 2   | 1   | 2   | 3   | 4   | 19  | 13  | 7   | Rit | 176   |
| 4    | Oliver Rowland         | 11  | 13  | 3   | 3   | 2   | 1   | Rit | 6   | 3   | 3   | 4   | 10  |     |     | 15  | 1   | 156   |
| 5    | Jean-Éric Vergne       | 6   | 2   | 8   | 7   | 12  | 6   | 7   | 4   | 2   | 10  | 6   | 7   | 3   | 3   | 17  | 5   | 144   |
| 6    | António Félix da Costa | Rit | 16  | 14  | 6   | 4   | SQ  | 17  | 7   | 6   | 1   | 18  | 1   | 1   | 1   | Rit | 12  | 134   |
| 7    | Jake Dennis            | 9   | 1   | 12  | 5   | 3   | 2   | 2   | 20  | 19  | 5   | 5   | 11  | 6   | 11  | 16  | Rit | 121   |
| 8    | Maximilian Günther     | 4   | 7   | 9   | 9   | 1   | 3   | 12  | 9   | Rit | Rit | 21  | 8   | Rit | 12  | Rit | Rit | 69    |
| 9    | Robin Frijns           | Rit | 10  | 2   | 18  | 9   | 17  | Rit | 17  |     |     | 12  | 9   | 2   | 2   | Rit | 7   | 66    |
| 10   | Stoffel Vandoorne      | 8   | 14  | 5   | 8   | 16  | 8   | Rit | 3   | 7   | 20  | 9   | 6   | 9   | 9   | 9   | 8   | 63    |
| 11   | Sébastien Buemi        | 2   | 12  | NP  | 10  | 13  | 12  | Rit | 15  |     |     | 8   | 12  | 20  | 8   | 3   | 4   | 55    |
| 12   | Nico Müller            | 17  | 18  | 13  | Rit | 7   | 11  | 4   | Rit |     |     | 15  | 15  | 5   | 5   | 6   | 6   | 54    |
| 13   | Sam Bird               | 14  | 4   | Rit | 1   | 19  | Rit | 10  |     |     |     | 17  | Rit | 7   | Rit | 8   | Rit | 48    |
| 14   | Jake Hughes            | 7   | 11  | 4   | 19  | 14  | 13  | 8   | 16  | 15  | 12  | 16  | 2   | 21  | Rit | Rit | 10  | 48    |
| 15   | Norman Nato            | 10  | 6   | 16  | 17  | 6   | 7   | 16  | 10  | 18  | 19  | 14  | 3   | 13  | 7   | 10  | 13  | 47    |
| 16   | Edoardo Mortara        | 13  | 15  | 11  | 12  | SQ  | Rit | 13  | Rit | 8   | 16  | Rit | 13  | 4   | Rit | 5   | Rit | 29    |
| 17   | Sacha Fenestraz        | 12  | Rit | 6   | 11  | 11  | 9   | 5   | 8   | 9   | Rit | 11  | 14  | 15  | 18  | 14  | 15  | 26    |
| 18   | Nyck de Vries          | 15  | 17  | 15  | 14  | Rit | 14  | 15  | 12  |     |     | 7   | 16  | 12  | Rit | 4   | 16  | 18    |
| 19   | Dan Ticktum            | 18  | 21  | Rit | 16  | 18  | 4   | 14  | 13  | 14  | 17  | 20  | 21  | 17  | 15  | 13  | 14  | 12    |
| 20   | Sérgio Sette Câmara    | NP  | 9   | 17  | SQ  | 10  | 15  | 6   | 19  | 16  | 13  | 13  | 18  | 14  | 14  | 12  | 11  | 11    |
| 21   | Jehan Daruvala         | 16  | 20  | Rit | 15  | 17  | 18  | 9   | 18  | 17  | 7   | 19  | 17  | 16  | 10  | Rit | Rit | 9     |
| 22   | Taylor Barnard         |     |     |     |     |     |     |     | 14  | 10  | 8   |     |     |     |     |     |     | 5     |
| 23   | Lucas Di Grassi        | Rit | 19  | 18  | 13  | Rit | 10  | 11  | 11  | Rit | 11  | 10  | 19  | 11  | 17  | 11  | 9   | 4     |
| 24   | Joel Eriksson          |     |     |     |     |     |     |     |     | Rit | 9   |     |     |     |     |     |     | 2     |
| 25   | Kelvin van der Linde   |     |     |     |     |     |     |     |     | 11  | 15  |     |     |     |     |     |     | 0     |
| 26   | Jordan King            |     |     |     |     |     |     |     |     | 12  | 18  |     |     |     |     |     |     | 0     |
| 27   | Paul Aron              |     |     |     |     |     |     |     |     | 13  | 14  |     |     |     |     |     |     | 0     |
| 28   | Caio Collet            |     |     |     |     |     |     |     |     |     |     |     |     | 18  | 16  |     |     | 0     |
| Pos. | Pilota                 | MEX | DIR | DIR | SAP | TOK | MIS | MIS | MON | BER | BER | SHA | SHA | POR | POR | LON | LON | Punti |

| Colore  | Risultato             |
| ------- | --------------------- |
| Oro     | Vincitore             |
| Argento | 2º posto              |
| Bronzo  | 3º posto              |
| Verde   | Finito a punti        |
| Blu     | Finito senza punti    |
| Viola   | Ritirato (Rit)        |
| Viola   | Non classificato (NC) |
| Rosso   | Non qualificato (NQ)  |
| Nero    | Squalificato (SQ)     |
| Bianco  | Non partito (NP)      |
| Bianco  | Non ha gareggiato     |
| Bianco  | Infortunato (INF)     |
| Bianco  | Escluso (ES)          |
| Bianco  | Gara cancellata (C)   |

### Classifica squadre
| Pos. | Squadra                          | No. | Pilota        | MEX | DIR | DIR | SAP | TOK | MIS | MIS | MON | BER | BER | SHA | SHA | POR | POR | LON | LON | Punti |
| ---- | -------------------------------- | --- | ------------- | --- | --- | --- | --- | --- | --- | --- | --- | --- | --- | --- | --- | --- | --- | --- | --- | ----- |
| 1    | Jaguar TCS Racing                | 9   | Evans         | 5   | 5   | 10  | 2   | 15  | 5   | NC  | 1   | 4   | 6   | 1   | 5   | 8   | 4   | 2   | 3   | 365   |
| 1    | Jaguar TCS Racing                | 37  | Cassidy       | 3   | 3   | 1   | Rit | 8   | Rit | 3   | 2   | 1   | 2   | 3   | 4   | 19  | 13  | 7   | Rit | 365   |
| 2    | TAG Heuer Porsche Formula E Team | 13  | da Costa      | Rit | 16  | 14  | 6   | 4   | SQ  | 19  | 7   | 6   | 1   | 18  | 1   | 1   | 1   | Rit | 12  | 328   |
| 2    | TAG Heuer Porsche Formula E Team | 94  | Wehrlein      | 1   | 8   | 7   | 4   | 5   | 16  | 1   | 5   | 5   | 4   | 2   | 20  | 10  | 6   | 1   | 2   | 328   |
| 3    | DS Penske                        | 2   | Vandoorne     | 8   | 14  | 5   | 8   | 16  | 8   | Rit | 3   | 7   | 20  | 9   | 6   | 9   | 9   | 9   | 8   | 207   |
| 3    | DS Penske                        | 25  | Vergne        | 6   | 2   | 8   | 7   | 12  | 6   | 7   | 4   | 2   | 10  | 6   | 7   | 3   | 3   | 17  | 5   | 207   |
| 4    | Nissan Formula E Team            | 22  | Rowland       | 11  | 13  | 3   | 3   | 2   | 1   | Rit | 6   | 3   | 3   | 4   | 10  |     |     | 15  | 1   | 182   |
| 4    | Nissan Formula E Team            | 22  | Collet        |     |     |     |     |     |     |     |     |     |     |     |     | 18  | 16  |     |     | 182   |
| 4    | Nissan Formula E Team            | 23  | Fenestraz     | 12  | Rit | 6   | 11  | 11  | 9   | 5   | 8   | 9   | Rit | 11  | 14  | 15  | 18  | 14  | 15  | 182   |
| 5    | Andretti Global                  | 1   | Dennis        | 9   | 1   | 12  | 5   | 3   | 2   | 2   | 20  | Rit | 5   | 5   | 11  | 6   | 11  | 16  | Rit | 168   |
| 5    | Andretti Global                  | 17  | Nato          | 10  | 6   | 16  | 18  | 6   | 7   | 18  | 10  | 18  | 19  | 14  | 3   | 13  | 7   | 10  | 13  | 168   |
| 6    | Envision Racing                  | 4   | Frijns        | Rit | 10  | 2   | 19  | 9   | 17  | Rit | 17  |     |     | 12  | 9   | 2   | 2   | Rit | 7   | 123   |
| 6    | Envision Racing                  | 4   | Eriksson      |     |     |     |     |     |     |     |     | Rit | 9   |     |     |     |     |     |     | 123   |
| 6    | Envision Racing                  | 16  | Buemi         | 2   | 12  | NP  | 10  | 13  | 12  | Rit | 15  |     |     | 8   | 12  | 20  | 8   | 3   | 4   | 123   |
| 6    | Envision Racing                  | 16  | Aron          |     |     |     |     |     |     |     |     | 13  | 14  |     |     |     |     |     |     | 123   |
| 7    | NEOM McLaren Formula E Team      | 5   | Hughes        | 7   | 11  | 4   | 20  | 14  | 3   | 12  | 16  | 15  | 12  | 16  | 2   | 21  | Rit | Rit | 10  | 101   |
| 7    | NEOM McLaren Formula E Team      | 8   | Bird          | 14  | 4   | Rit | 1   | 19  | Rit | 9   |     |     |     | 17  | Rit | 7   | Rit | 8   | Rit | 101   |
| 7    | NEOM McLaren Formula E Team      | 8   | Barnard       |     |     |     |     |     |     |     | 14  | 10  | 8   |     |     |     |     |     |     | 101   |
| 8    | Maserati MSG Racing              | 7   | Günther       | 4   | 7   | 9   | 9   | 1   | 13  | 8   | 9   | Rit | Rit | 21  | 8   | Rit | 12  | Rit | Rit | 78    |
| 8    | Maserati MSG Racing              | 18  | Daruvala      | 16  | 20  | Rit | 15  | 17  | Rit | 10  | 18  | 17  | 7   | 19  | 17  | 16  | 10  | Rit | Rit | 78    |
| 9    | ABT Cupra Formula E Team         | 11  | Di Grassi     | Rit | 19  | 18  | 13  | Rit | 10  | 11  | 11  | Rit | 11  | 10  | 19  | 11  | 17  | 11  | 9   | 58    |
| 9    | ABT Cupra Formula E Team         | 51  | Müller        | 17  | 18  | 13  | Rit | 7   | 11  | 4   | Rit |     |     | 15  | 15  | 5   | 5   | 6   | 6   | 58    |
| 9    | ABT Cupra Formula E Team         | 51  | van der Linde |     |     |     |     |     |     |     |     | 11  | 15  |     |     |     |     |     |     | 58    |
| 10   | Mahindra Racing                  | 21  | De Vries      | 15  | 17  | 15  | 14  | Rit | 14  | 15  | 12  |     |     | 7   | 16  | 12  | Rit | 4   | 16  | 47    |
| 10   | Mahindra Racing                  | 21  | King          |     |     |     |     |     |     |     |     | 12  | 18  |     |     |     |     |     |     | 47    |
| 10   | Mahindra Racing                  | 48  | Mortara       | 13  | 15  | 11  | 12  | SQ  | Rit | 13  | Rit | 8   | 16  | Rit | 13  | 4   | Rit | 5   | Rit | 47    |
| 11   | ERT Formula E Team               | 3   | Sette Câmara  | NP  | 9   | 17  | SQ  | 10  | 15  | 6   | 19  | 16  | 13  | 13  | 18  | 14  | 14  | 12  | 11  | 23    |
| 11   | ERT Formula E Team               | 33  | Ticktum       | 18  | 21  | Rit | 17  | 18  | 4   | 14  | 13  | 14  | 17  | 20  | 21  | 17  | 15  | 13  | 14  | 23    |
| Pos. | Squadra                          | No. | Pilota        | MEX | DIR | DIR | SAP | TOK | MIS | MIS | MON | BER | BER | SHA | SHA | POR | POR | LON | LON | Punti |

### Campionato costruttori
Al termine di ogni gara, le due monoposto di ciascun costruttore, sia esso team ufficiale o cliente, con il miglior piazzamento otterranno punti per il trofeo. 
| Pos. | Costruttore                  | MEX | DIR | DIR | SAP | TOK | MIS | MIS | MON | BER | BER | SHA | SHA | POR | POR | LON | LON | Punti |
| ---- | ---------------------------- | --- | --- | --- | --- | --- | --- | --- | --- | --- | --- | --- | --- | --- | --- | --- | --- | ----- |
| 1    | Jaguar                       | 2   | 3   | 1   | 2   | 8   | 5   | 3   | 1   | 1   | 2   | 1   | 4   | 2   | 2   | 2   | 3   | 448   |
| 1    | Jaguar                       | 3   | 5   | 2   | 10  | 9   | 12  | NC  | 2   | 4   | 6   | 3   | 5   | 8   | 4   | 3   | 4   | 448   |
| 2    | Porsche                      | 1   | 1   | 7   | 4   | 3   | 2   | 1   | 5   | 5   | 1   | 2   | 1   | 1   | 1   | 1   | 2   | 444   |
| 2    | Porsche                      | 9   | 6   | 12  | 5   | 4   | 7   | 2   | 7   | 6   | 4   | 5   | 3   | 6   | 6   | 10  | 12  | 444   |
| 3    | Nissan                       | 7   | 4   | 3   | 1   | 2   | 1   | 5   | 6   | 3   | 3   | 4   | 2   | 7   | 16  | 8   | 1   | 271   |
| 3    | Nissan                       | 11  | 11  | 4   | 3   | 11  | 9   | 8   | 8   | 9   | 8   | 11  | 10  | 15  | 18  | 14  | 11  | 271   |
| 4    | Stellantis                   | 4   | 2   | 5   | 7   | 1   | 3   | 7   | 3   | 2   | 7   | 6   | 6   | 3   | 3   | 9   | 6   | 262   |
| 4    | Stellantis                   | 6   | 7   | 8   | 8   | 12  | 6   | 9   | 4   | 7   | 10  | 9   | 7   | 9   | 9   | 17  | 9   | 262   |
| 5    | Mahindra                     | 13  | 15  | 11  | 12  | 7   | 10  | 4   | 11  | 8   | 11  | 7   | 13  | 4   | 5   | 4   | 7   | 94    |
| 5    | Mahindra                     | 15  | 17  | 13  | 13  | Rit | 15  | 14  | 12  | 11  | 15  | 10  | 15  | 5   | 17  | 5   | 10  | 94    |
| 6    | Electric Racing Technologies | 18  | 9   | 17  | 16  | 10  | 4   | 6   | 12  | 14  | 13  | 13  | 18  | 14  | 14  | 12  | 12  | 23    |
| 6    | Electric Racing Technologies | NP  | 21  | Rit | 17  | 19  | 15  | 14  | 19  | 16  | 17  | 20  | 21  | 17  | 15  | 13  | 14  | 23    |
| Pos. | Costruttore                  | MEX | DIR | DIR | SAP | TOK | MIS | MIS | MON | BER | BER | SHA | SHA | POR | POR | LON | LON | Punti |